# Kaili
Kaili ist ein Dialektkontinuum in der Gruppe der Kaili-Pamona-Sprachen und wird in Zentral-Sulawesi (Indonesien) gesprochen. In seiner Gesamtheit ist Kaili eine der größten Mittelsulawesisprachen. Im Folgenden wird der Hauptdialekt Ledo, wie er im Bezirk (Kabupaten) Donggala und der Provinzhauptstadt Palu verwendet wird, beschrieben.

## Sprachgenealogie

### Klassifikation
Die Kaili-Pamona-Sprachen (oder westliche Toraja-Sprachen) gehören zu den Sulawesisprachen, einem Zweig der West Malayo-Polynesischen Sprachen in der austronesischen Sprachfamilie.

### Geschichte
Über die frühe Sprachgeschichte des Kaili ist nicht sehr viel bekannt, da es keine schriftlichen Zeugnisse aus vorkolonialer Zeit gibt.

## Geografische Verteilung
Kaili wird fast ausschließlich in der Provinz Sulawesi Tengah (Zentral-Sulawesi, Indonesien) gesprochen. Es gibt aber nennenswerte Gruppen von vorübergehend oder dauerhaft abgewanderten Kaili-Sprechern auf Java in den Städten Jakarta und Yogyakarta.

### Offizieller Status
Kaili ist nirgendwo Amtssprache. Es ist „Regionalsprache“ ohne offiziellen Status in der Republik Indonesien.

### Dialekte und Soziolekte
Es gibt 13 Dialekte im Kaili: Rao, Tajio (oder Ajio), Kori, Doi, Unde (oder Ndepu, Undepu), Ledo (oder Palu), Da’a, Inde, Ija, Edo, Ado, Ava, Tara. Nicht alle Dialekte sind untereinander gut verständlich. Die Namen der Dialekte sind normalerweise das jeweilige Schibboleth mit der Bedeutung „nein, nicht“.
Hauptdialekt und Varietät mit dem höchsten Prestige ist Ledo, das vor allem in der Provinzhauptstadt Palu und dem Umland gesprochen wird; Ledo dient(e) darüber hinaus in weiten Teilen Mittelsulawesis sowie sporadisch in Küstenbereichen und kleinen Inseln des Golfs von Tomini als Lingua franca.

### Sprecherzahlen
Ledo: 128.000 (Ethnologue, 2006)
Kaili insgesamt: 334.000 (Kaseng, 1978) / 290.000 (Sneddon, 1983) / 233.500 (Ethnologue, 2006)
1979 war ein Drittel der etwas über 1 Mio. Bewohner der Provinz Sulawesi Tengah Muttersprachler des Kaili. Heutzutage sind es eine Viertelmillion der über 2,5 Millionen Einwohner.
Beinahe alle Sprecher des Kaili sind mehrsprachig und sprechen zumindest noch Bahasa Indonesia.

## Sprachsoziologie
Die staatlichen Zeitungen und die großen Fernsehsender verwenden ausschließlich Bahasa Indonesia. Einige private Radiosender senden (zumindest zeitweise) auch auf Ledo. Regionale Verlage bringen vereinzelt Bücher in Kaili heraus, jedoch kaum oder keine Übersetzungen ins Kaili, sondern nur regionale Literatur. Regionale Zeitungen und die wenige nicht-mündliche Literatur sind überwiegend im Ledo-Dialekt. Nationale Fördermittel für derartige regionalsprachlichen Medien scheinen zwar vorhanden aber recht ungleichmäßig (zugunsten Javas und Sumatras) verteilt zu sein.
Die folkloristischen Elemente der oralen Tradition im Kaili (Liedgut, Märchen, Mythen, Dichtung) sind immer noch weitgehend bekannt, auch modernes Kulturschaffen findet teilweise (aber nachlassend) in Kaili statt.
Kaili ist an den allgemeinbildenden Schulen weder als Unterrichtssprache noch als Unterrichtsgegenstand vorgesehen. Bemühungen einiger Linguisten und Pädagogen, Kaili zumindest in der Mittelschule zum Unterrichtsfach zu machen, stoßen bei Verwaltung und Bevölkerung gleichermaßen auf Indifferenz und Desinteresse.
Die Universitas Tadulako in Palu führt zwar ein Kaili-Wort im Namen, hat aber als staatliche Institution ausschließlich Bahasa Indonesia als Amts- und Unterrichtssprache. Es gibt aber Abteilungen für Linguistik, für Literaturwissenschaft und für die Lehrerausbildung, die sich u. a. mit Kaili beschäftigen.

### Linguistisches Ungleichgewicht

#### Stadt – Land
In den Großstädten wirkt sich die Transmigrasi-Politik Suhartos aus. Es gibt viele Menschen, deren Muttersprache eine andere Regionalsprache ist. Gegenüber diesen wird Bahasa Indonesia verwendet. Oftmals entstehen so bi- bzw. trilinguale Familien, in denen dann stets Bahasa Indonesia oder Betawi/Jakarta-Indonesisch die „Verkehrssprache“ ist. Im tieferen Hinterland ist Kaili jedoch nach wie vor die Hauptsprache, oft auch die einzige Sprache. Hier gibt es überwiegend monolinguale Familien (Kaili) und nur in seltenen Fällen Mischfamilien, in denen hauptsächlich Bahasa Indonesia gesprochen wird.

#### Generationenfrage
Die sehr Alten (Kindheit bis 1930er Jahre) sind oft noch einsprachig in Kaili Die Generationen, die seit der Unabhängigkeit (1945) aufgewachsen sind, sind in der Regel zweisprachig (Bahasa Indonesia und Kaili), wobei sie im Elternhaus Kaili und in der Schule/im Beruf Bahasa Indonesia gelernt haben bzw. verwenden. Die jüngsten Generationen (Spracherwerb seit den 1980er Jahren) sind zumeist auch im Elternhaus schon mit Bahasa Indonesia als Erstsprache aufgewachsen und haben Kaili – wenn überhaupt – nur sporadisch gelernt (nur passive Kenntnisse), es gibt eine ganze Generation von Halbsprechern, die weder in Kaili noch in Bahasa Indonesia eine lückenlose Kompetenz haben.

#### Domänen
In der Schule, im Berufsleben und im Umgang mit Behörden ist die Verwendung der Bahasa Indonesia Pflicht. Unter den Schülern (auch wenn sie alle Kaili sprechen) wird daher auch privat meist Bahasa Indonesia verwendet.
Im semiformellen und familiären Umfeld (auch beispielsweise beim Einkauf in den kleineren privaten Läden) wird Kaili verwendet, wenn alle Gesprächsteilnehmer Kaili verstehen und sprechen können. Außerhalb der Provinz Sulawesi Tengah wird Kaili allenfalls als eine Art Geheim- oder Gruppensprache verwendet.

#### Prestige
Je nach Situation kann eine gute Kompetenz in Kaili (insbesondere „gepflegtem Ledo“) auch als ein positives Gut angesehen werden. Normalerweise wird aber eher Wert auf eine gute Beherrschung der Bahasa Indonesia gelegt, die in Schule und Beruf erfolgverheißender ist. Kaili wird als Kulturgut empfunden, dessen alltäglicher Nutzwert gegen Null strebt, sobald man die Region verlässt.

### Bedrohungssituation
Mit einer (noch) sechsstelligen Sprecherzahl scheint Kaili vordergründig nicht akut gefährdet zu sein. Die Entwicklung der letzten 60, insbesondere aber der letzten 20 Jahre lässt jedoch ahnen, dass die Sprache auf Dauer dem Druck der Bahasa Indonesia nicht gewachsen sein wird. Da Kaili seit Jahrhunderten eine wichtige Lingua franca in der Region ist und auch die Sprache der im Bezirk Donggala politisch wie ökonomisch dominierenden Bevölkerung, übt es seinerseits permanent Druck auf kleinere Sprachen der Region aus. Die Bedeutung des Kaili als Verkehrssprache lässt jedoch nach; in diese Domäne dringt Bahasa Indonesia geplant vor. Für die Situation des Kaili selbst gibt es noch keine detaillierten Untersuchungen, vgl. aber Himmelmann (2009) für die benachbarten Tolitoli-Tomini-Sprachen, die von Regionalsprachen, darunter Kaili, „bedrängt“ werden.

## Phonetik und Phonologie
Lautinventar und Silbenstruktur des Kaili sind typisch für die Sprachgruppe und die Region: Sie sind recht überschaubar und wenig komplex. Es gibt keine seltenen oder komplizierten Laute, gewöhnungsbedürftig für deutsche Muttersprachler ist lediglich, dass /ŋ/ auch am Silben- und Wortanfang stehen kann.

### Konsonanten
|                        | bilabial | bilabial | labio- dental | labio- dental | alveolar | alveolar | post- alveolar | post- alveolar | palatal | palatal | velar | velar | glottal | glottal |
| ---------------------- | -------- | -------- | ------------- | ------------- | -------- | -------- | -------------- | -------------- | ------- | ------- | ----- | ----- | ------- | ------- |
| stl.                   | sth.     | stl.     | sth.          | stl.          | sth.     | stl.     | sth.           | stl.           | sth.    | stl.    | sth.  | stl.  | sth.    |         |
| Plosive                | p        | b        |               |               | t        | d        |                |                |         |         | k     | g     | ʔ       |         |
| Nasale                 |          | m        |               |               |          | n        |                |                |         | ɲ       |       | ŋ     |         |         |
| Vibranten              |          |          |               |               |          | r        |                |                |         |         |       |       |         |         |
| Frikative              |          |          |               | v             | s        |          |                |                |         |         |       |       | h       |         |
| Affrikaten             |          |          |               |               |          |          | tʃ             | dʒ             |         |         |       |       |         |         |
| Approximanten          |          | w        |               |               |          |          |                |                |         | j       |       |       |         |         |
| laterale Approximanten |          |          |               |               |          | l        |                |                |         |         |       |       |         |         |

### Vokale
|                 | vorne | vorne | zentral | zentral | hinten | hinten |
| ung.            | ger.  | ung.  | ger.    | ung.    | ger.   |        |
| geschlossen     | i     |       |         |         |        | u      |
| halbgeschlossen | e     |       |         |         |        | o      |
| mittel          |       |       | ə       | ə       |        |        |
| offen           | a     |       |         |         |        |        |

Vor /a/, /i/, /j/ werden /i/, /e/, /o/, /a/ palatalisiert gesprochen, vor /u/, /w/ werden /u/, /e/, /i/, /a/ labialisiert gesprochen.
Alle Vokale gibt es als Lang- und Kurzvokale.

### Silbenstruktur
Nicht-affigierte Wörter haben 1–4 (überwiegend 2) offene Silben aus einem Konsonanten und einem Vokal.
Es gibt – typisch für Sprachen dieser Region – keine Konsonantenverbindungen (Cluster), die über zwei Konsonanten hinausgehen.

### Betonung
Betonung (Wortakzent) spielt im Kaili offenbar keine bedeutungsunterscheidende Rolle.
Der Wortakzent liegt auf der Penultima (vorletzte Silbe), von dort aus gibt es abwechselnd unbetonte Silben und Silben mit Nebenakzenten.
Kaili ist keine Tonsprache.

## Grammatik
Kaili ist eine typische malaio-polynesische Sprache, deren Morphologie isolierende, aber auch einige agglutinierende Charakteristika aufweist. Sie verfügt über eine Vielzahl von Affixen für die Derivation und Flexion. Substantive und Adjektive haben keinerlei Flexion.
Es gibt prinzipiell keine Genera, keine Numeri oder Kasus. (Natürliches) Geschlecht und Anzahl werden bei Bedarf lexikalisch ausgedrückt, semanto-syntaktische Rollen durch syntaktische Position und Verbflexion markiert. Komparation und Gradation funktionieren teilweise morphologisch, teilweise lexikalisch. Der Satzbau ist überwiegend SOV, die Sprache hat ausschließlich Präpositionen.

### Morphologie
Die Morphologie des Kaili ist im Wesentlichen die Konjugation des Verbs sowie Wortbildung durch Komposition und Reduplikation.

#### Affigierung
Präfixe (Auswahl)
| {na-}/{ne-}/{no-}                               | Realis, Durativ                     |
| dau – nodau                                     | ‘nähen’ – ‘nähend’ (am nähen)       |
| kande – nangande                                | ‘essen’ – ‘essen(d)’                |
| sakaya – nosakaya                               | ‘Boot’ – ‘ein Boot besitzen’        |
| sikola – nosikola                               | ‘Schule’ – ‘zur Schule gehen’       |
| gasa – nagasa                                   | ‘sauber’ - ‘sauber sein’            |
|                                                 |                                     |
| {ma-}/{me-}/{mo-}                               | Irrealis, Habituativ etc.           |
| tua – matua                                     | ‘alt’ – ‘alt werden, altern’        |
| ruma – meruma                                   | ‘Haus’ – ‘bewohnen, hausen’         |
| kande – mangande                                | ‘essen’ – ‘essen(d)’                |
| sangu – mosangu                                 | ‘eins’ – ‘vereinen’                 |
| jarita – mojarita                               | ‘reden’ – ‘(be)sprechen’            |
| tora – motora                                   | ‘Wunsch’ – ‘wünschen’               |
|                                                 |                                     |
| {ni-}                                           | Passiv/Objektfokus                  |
| keni – nikeni                                   | ‘tragen’ – ‘getragen’               |
|                                                 |                                     |
| {nu-}                                           | Demonstrativ                        |
| banua – nubanua/nubunua                         | ‘Haus’ – ‘dieses Haus’              |
|                                                 |                                     |
| {ka-}                                           | ‘für’, Ordinalzahl                  |
| ngana – kangana                                 | ‘Kind’ – ‘für das Kind, Kinder-’    |
| sangu – kasangu                                 | ‘eins’ – ‘erste(s/r)’               |
|                                                 |                                     |
| {pa-}/{pe-}/{po-}                               |                                     |
| a) Kausativ/Faktitiv                            |                                     |
| sangu – pasangu                                 | ‘eins’ – ‘vereinen’                 |
| b) Nomen Agentis, Nomen Instrumenti, Nomen Loci |                                     |
| jarita – pajarita                               | ‘reden’ – ‘Erzähler, Sprecher’      |
| turu – paturu                                   | ‘schlafen’ – ‘ Schlafstatt’         |
|                                                 |                                     |
| {popo-}                                         | Transitivierung + Kausativ/Faktitiv |
| berei – popoberei                               | ‘Ehegatte/-in’ – ‘heiraten’         |
| tumangi – popotumangi                           | ‘weinen’ – ‘zum Weinen bringen’     |
| (ng)ana – popoana                               | ‘Kind’ – ‘schwängern’               |
|                                                 |                                     |
| {si-}                                           | ‘gemeinsam’                         |
| tuvu – sintuvu                                  | ‘leben’ - ‘zusammen leben’          |
|                                                 |                                     |
| {ti-}/{te-}                                     | ‘unbeabsichtigt, unwillkürlich’     |
| navu – tinavu                                   | ‘fallen’ – ‘zusammenbrechen’        |
| turu – teturu                                   | ‘schlafen’ – ‘wegdämmern’           |

Suffixe (Auswahl)
| {-a}            | ‘viel(e)’, ‘Abstraktum’           |
| talu – talua    | ‘gärtnern’ – ‘Garten, Parkanlage’ |
| kande – kandea  | ‘essen’ – ‘Essen’, auch: ‘Reis’   |
| savi – savia    | ‘fahren’ – ‘Fahrzeug’             |
| bulu – bulua    | ‘Körperhaar’ – ‘Haupthaar’        |
|                 |                                   |
| {-si}           | ‘Grund’, ‘Ursprung’, Faktitiv     |
| toro – torosi   | ‘genesen – ‘Medizin’              |
| mate – matesi   | ‘tot’ – ‘töten’                   |
| lai – laisi     | ‘gehen’ – ‘kommen von’            |
| dua – duasi     | ‘krank’ – ‘krank machen(d)’       |
|                 |                                   |
| {-pa}           | ‘Versuch’                         |
| kande – kandepa | ‘essen’ – ‘probieren, anbeißen’   |
| epe – epepa     | ‘hören’ – ‘versuchen zuzuhören’   |

Zirkumfixe (Auswahl)
| {pa- -a}              | ‘Ort’                                       |
| turu – paturua        | ‘schlafen’ – ‘Schlafstatt’                  |
|                       |                                             |
| {ka- -a}              | ‘Zustand, Abstraktum’                       |
| pande – kapandea      | ‘geschickt’ – ‘Geschicktheit’               |
|                       |                                             |
| {na- -i}/{ma- -i}     | ‘anwenden’                                  |
| talinga – nantalingai | ‘Ohr’ – ‘zuhören’ (vgl. dt. ein Ohr leihen) |
| {nomba- -i}           | ‘versehen mit’ (Ornativ)                    |
| vatu – nombavatui     | ‘Stein’ – ‘pflastern, mauern’               |
| {nosi- -si}           | ‘einander, reziprok’                        |
| dua – nosiduasi       | ‘krank’ – ‘einander anstecken’              |

Infixe (Auswahl)
Die Infixe sind durchweg linksperiphär. Sie können nur nach dem ersten Konsonanten einer wortinitialen Silbe eingefügt werden:
| {-in-}          | ‘Ergebnis’                     |
| sole – sinole   | ‘braten’ – ‘Gebratenes’        |
| talu – tinalu   | ‘gärtnern’ – ‘ Garten’         |
|                 |                                |
| {-um-}          | ‘anwenden’                     |
| somba – sumomba | ‘Segel’ – ‘segeln’             |
| tangi – tumangi | ‘Träne’ – ‘weinen’             |
|                 |                                |
| {-imb-}         | ‘Ergebnis, Folge’              |
| tala – timbala  | ‘Scheidung’ – ‘Geschiedene(r)’ |
|                 |                                |
| {-il-}          | ‘Absicht’                      |
| hau – hilau     | ‘gehen’ – ‘gehen wollen’       |

##### Beispiele für komplexe Affigierung
Die folgenden zwei „Wörter“ sind ein Beispiel für (Agglutination) im Kaili.
| nipokononampu                            |
| ni-pokono=na=mpu                         |
| PASS.REA-mögen=3SG=AFFIRM                |
| ‘[es] wird von ihm wirklich gerne getan’ |

| damonosipopasumoa |
| da-mo-nosi-po-pa-s<um>oa                                                                                                 |
| übrig_bleiben-IRR-RECP-Mittel-CAUS-<VBLZR>Kraft                                                                          |
| ‘übrig bleibt wohl [bloß] einander ein Mittel zum Kraft schöpfen zu sein’ bzw. ‘man kann bloß noch einander Kraft geben’ |

#### Reduplikation
Volle Reduplikation:
| bongi – bongi-bongi    | ‘Nacht’ – ‘nächtens / jede Nacht’      |
| eo – eo-eo             | ‘Tag’, ‘Sonne’ – ‘täglich / jeden Tag’ |
| (ng)ana – ngana-ngana  | ‘Kind’ – ‘(viele) Kinder’              |
| sakide – sakide-sakide | ‘wenig’ - ‘(ganz) wenig’               |

Partielle Reduplikation

| randua – randua-ndua | ‘zwei’ – ‘paarweise’ |

Affigierte Reduplikation

| ngaya – pengaya-ngaya       | ‘Sorte’ – ‘vielerlei’              |
| kande – pangande-ngandemo   | ‘essen’ – ‘herumprobieren’         |
| tora – metora – metora-tora | ‘Wunsch‘ – ‘wünschen’ – ‘ersehnen’ |
| sangu – sumangu-mangu       | ‘eins’ – ‘das Ganze (als Einheit)’ |

#### Komposition
Komposita bleiben – obwohl untrennbare Einheiten mit oftmals idiosynkratischen Bedeutungen – bis auf sehr wenige Ausnahmen orthographisch getrennt:
| banua vatu   | ‘Steinhaus’ (‘Haus’ + ‘Stein’)                          |
| dua rara     | ‘Liebeskummer’ (‘Krankheit’ + ‘Herz’)                   |
| (ng)ana guru | ‘Schüler’ (‘Kind’ + ‘Lehrer’)                           |
| lili ntiku   | ‘umgeben’ (‘herum’ + ‘herum’)                           |
| tadulako     | ‘Gefolgsmann, Soldat’ (tadu ‘Ferse’ + lako ‘gehen’)     |
| royomata     | ‘schläfrig’ (royo ‘offenhaltenmüssen’ + mata ‘Auge(n)’) |

In einigen Fällen gibt es Reduktion oder Assimilation:
| totua ‘Eltern(teil)’        | tona ‘Mensch’+ tua ‘alt’   |
| alampale ‘zusammenarbeiten’ | ala ‘nehmen’ + pale ‘Hand’ |

### Verbale Kategorien
Die Flexion der Verben (besser: Prädikative) im Kaili ist geprägt durch die zwei wichtigen Kategorien Modus und Genus Verbi, die miteinander durch fusionierte Affixe verbunden sind. Es gibt neben dem eigentlichen Verbalgenus eine Reihe weiterer valenzbezogener Funktionen, z. B. den Faktitiv. Klitische Personalendungen gibt es nur für direkte Objekte bzw. Handlungsträger in Passiv- und Kausativsätzen.

#### Modus
Die Modalaffixe werden bei Esser (1934) quasi als Unterscheidung Nichtfutur/Futur beschrieben, jedoch werden Zeitverhältnisse und -stufen eher lexikalisch ausgedrückt. Es handelt sich bei der vorliegenden Kategorie insofern weniger um ein Tempus als vielmehr um eine Art Modus, bei denen der Realis für (faktische) Handlungen in Gegenwart und Vergangenheit verwendet wird, während der Irrealis einerseits für zukünftige, andererseits (zeitstufenunabhängig) für vermutete, potentielle, fiktive oder inexistente (Van den Berg: „contrafactual“) Handlungen benutzt wird.
Die Allomorphe {na-}~{ne-}~{no-} markieren den Realis, die Allomorphe {ma-}~{me-}~{mo-} den Irrealis, wobei das Auftreten des jeweiligen Allomorphs vor einem Stamm eine Art Flexionsklasse konstituiert.

In Einzelfällen kann ein Stamm mit allen drei Allomorphen verbunden werden, wodurch die Bedeutung jeweils modifiziert wird:
| z. B. kande ‘essen’ |             |                                     |
| Realis              | Irrealis    |                                     |
| na-ngande           | ma-ngande   | ‘essen’ (tr.)                       |
| ne-kande            | me-kande    | ‘einschneiden/einfressen in’ (itr.) |
| no-kande-si         | mo-kande-si | ‘jemandem etwas wegessen’           |

#### Verbalgenus
Die Unterscheidung zwischen den zwei morphologisch sichtbaren Verbaldiathesen wird entweder als Fokus mit den einzigen beiden Ausprägungen Agensfokus und Objektfokus oder aber als Genus Verbi mit der Unterscheidung Aktiv/Passiv beschrieben, was passender ist, wenn man die Fokusdefinition Himmelmanns zugrunde legt.
|        | Realis                                               |                                                      |                                                      |                                                      |  | Irrealis                                          |                                                   |                                                   |                                                   |  |
| Aktiv  | (1a) Yaku                                            | na-ngande                                            | loka                                                 | riava.                                               |  | (1b) Ia                                           | ma-ngande                                         | loka                                              | haitu.                                            |  |
|        | 1SG                                                  | REA-essen                                            | Banane                                               | gestern                                              |  | 3 SG                                              | IRR-essen                                         | Banane                                            | DEM                                               |  |
|        | ‘Ich aß gestern [die] Banane(n).’                    | ‘Ich aß gestern [die] Banane(n).’                    | ‘Ich aß gestern [die] Banane(n).’                    | ‘Ich aß gestern [die] Banane(n).’                    |  | ‘Er wird [wohl] [die] Banane(n) essen.’           | ‘Er wird [wohl] [die] Banane(n) essen.’           | ‘Er wird [wohl] [die] Banane(n) essen.’           | ‘Er wird [wohl] [die] Banane(n) essen.’           |  |
| Passiv | (1c) Ni-kande=ku                                     | loka                                                 | riava.                                               |                                                      |  | (1d) Ra-kande=na                                  | loka                                              | haitu.                                            |                                                   |  |
|        | PASS.REA-essen=1SG                                   | Banane                                               | gestern                                              |                                                      |  | PASS.IRR-essen=3SG                                | Banane                                            | DEM                                               |                                                   |  |
|        | ‘[Die] Banane(n) wurde(n) gestern von mir gegessen.’ | ‘[Die] Banane(n) wurde(n) gestern von mir gegessen.’ | ‘[Die] Banane(n) wurde(n) gestern von mir gegessen.’ | ‘[Die] Banane(n) wurde(n) gestern von mir gegessen.’ |  | ‘[Die] Banane[n] werden [wohl] von ihm gegessen.’ | ‘[Die] Banane[n] werden [wohl] von ihm gegessen.’ | ‘[Die] Banane[n] werden [wohl] von ihm gegessen.’ | ‘[Die] Banane[n] werden [wohl] von ihm gegessen.’ |  |

#### Andere valenzbezogene Mechanismen
Transitivierungen, Faktitiv- oder Kausativableitungen dienen der Valenzerweiterung oder der Verschiebung von Argumenten in die Subjektsposition. Ich möchte hier nur einige Beispiele anführen, die typologisch interessant sind.
Transitivierung:
Intransitive Verben können mit {po-} transitiviert werden, wobei das S des intransitiven Verbs nicht zum A, sondern zum O des transitiven Verbs wird (verkappter Kausativ):

| (2a) | Mano                | na-tuwu.  |
|      | Huhn                | REA-leben |
|      | ‘Die Hühner leben.’ |           |

| (2b) | I                     | Esa | nom-pa-tuwu  | mano. |
|      | PM                    | Esa | REA-TR-leben | Huhn  |
|      | ‘Esa züchtet Hühner.’ |     |              |       |

Kausativ:
Wird {po-} ein zweites Mal angefügt, so kann das transitivierte Verb um einen Kausativ erweitert werden. Historisch gesehen besteht {popo-} also aus zwei identischen Morphemen, aber es gibt auch Verben, bei denen es keine „Zwischenform“ gibt, in der nur ein {po-}steht.
| (3a) | No-berei-mo            | i  | Dula. |
|      | REA-Gatte-COMPL        | PM | Dula  |
|      | ‘Dula ist verheiratet’ |    |       |

| (3b) | I                    | Dula | no-berei  | nte | i  | Ani. |
|      | PN                   | Dula | REA-Gatte | mit | PM | Ani  |
|      | ‘Dula heiratet Ani.’ |      |           |     |    |      |

| (3c) | Ia                   | nom-po-berei | i  | Ani. |
|      | 3SG                  | REA-TR-Gatte | PM | Ani  |
|      | ‘Dula heiratet Ani.’ |              |    |      |

| (3d) | Totua-na                              | ni-po-po-berei         | ia. |
|      | Eltern-3SG                            | PASS.REA-CAUS-TR-Gatte | 3SG |
|      | ‘Seine Eltern haben ihn verheiratet.’ |                        |     |

| (4a) | I                            | Ni | no-tulisi     | sura. |
|      | PN                           | Ni | REA-schreiben | Brief |
|      | ‘Ni schreibt [einen] Brief.’ |    |               |       |

| (4b) | Yaku                                  | nom-popo-tulisi    | i  | Ni | sura  |
|      | 1SG                                   | REA-CAUS-schreiben | PN | Ni | Brief |
|      | ‘Ich lasse Ni einen Brief schreiben.’ |                    |    |    |       |

| (4c) | I                                                       | Ni | ni-popo-tulisi=ku           | sura. |
|      | PN                                                      | Ni | PASS.REA-CAUS-schreiben=1SG | Brief |
|      | ‘Ni wird von mir veranlasst, einen Brief zu schreiben.’ |    |                             |       |

| (4d) | Sura                                            | ni-popo-tulisi=ku      | i  | Ni. |
|      | Brief                                           | PASS.REA-schreiben=1SG | PN | Ni  |
|      | ‘Den Brief habe ich durch Ni schreiben lassen.’ |                        |    |     |

Daneben gibt es aber auch eine (fragliche) Kausativkonstruktion (EVANS: „requestive“) mit {peki-}~{meki-}~{neki-} (vgl. Tagalog {paki-} ‘bitte’), die semantisch eine Rolle (Causer) hinzufügt, syntaktisch aber valenzreduzierend ist, da der Causer nur in einer Präpositionalphrase ausgedrückt wird bzw. zumeist weggelassen wird.
| (5a) | I                              | Tira | no-dau    | baju. |
|      | PM                             | Tira | REA-nähen | Kleid |
|      | ‘Tira näht Kleider/ein Kleid.’ |      |           |       |

| (5b) | Yaku                                 | meki-dau      | baju. |
|      | 1SG                                  | REQ.IRR-nähen | Kleid |
|      | ‘Ich möchte ein Kleid nähen lassen.’ |               |       |

| (5c) | Yaku                                                      | mom-peki-dau  | baju  | nte | Tira |
|      | 1SG                                                       | IRR-REQ-nähen | Kleid | mit | Tira |
|      | ‘Ich möchte/werde [mir] von Tira ein Kleid nähen lassen.’ |               |       |     |      |

| (6a) | Ia                             | nom-paka-belo | dua=ra        |
|      | 3SG                            | REA-CAUS-gut  | Krankheit=3PL |
|      | ‘Er heilt ihre Krankheit(en).’ |               |               |

| (6b) | Ira                                            | nom-peki-paka-belo | dua=ra        |
|      | 3PL                                            | REA-REQ-CAUS-gut   | Krankheit=3PL |
|      | ‘Sie baten ihn, ihre Krankheit(en) zu heilen.’ |                    |               |

### Syntax
Der Grundsatz, dass der Kopf einer Phrase vor dem Rest steht, gilt für Komposita, Phrasen und Sätze gleichermaßen.
Grundstellung der Satzglieder ist SVO oder VOS.
Eine obligatorische Kopula gibt es nicht. In Passivsätzen kann die Handlungsträgerbezeichnung klitisch an das Verb heran treten, das Subjekt des Passivsatzes kann vor oder nach dem Verb stehen.
| (7) | sakaya                                               | mbaso |
|     | Boot                                                 | groß  |
|     | N                                                    | Adj   |
|     | ‘(das/ein) große(s) Boot’, auch: ‘das Boot ist groß’ |       |

| (8) | banua      | geira |
|     | Haus       | 3PL   |
|     | N          | Gen   |
|     | ‘ihr Haus’ |       |

| (9) | Kaluku                       | hai | nalanga.      |
|     | Kokospalme                   | DEM | REA:hoch_sein |
|     | N                            | Dem |               |
|     | ‘Diese Kokospalme ist hoch.’ |     |               |

| (10a) | Yaku                | noriapu    | uta.   |
|       | 1SG                 | REA:kochen | Gemüse |
|       | S                   | V          | O      |
|       | ‘Ich koche Gemüse.’ |            |        |

| (10b) | Noriapuku           | uta    |
|       | REA:kochen:1SG      | Gemüse |
|       | V:S                 | O      |
|       | ‘Ich koche Gemüse.’ |        |

| (11a) | Tuamaku                          | hau       | ri | talua. |
|       | Vater:1SG                        | REA:gehen | in | Garten |
|       | ‘Mein Vater geht in den Garten.’ |           |    |        |

| (11b) | Hau                              | ri | talua  | tuamaku.  |
|       | REA:gehen                        | in | Garten | Vater:1SG |
|       | ‘Mein Vater geht in den Garten.’ |    |        |           |

| (12a) | I                                 | mange | nangali | bengga. |
|       | PM                                | Onkel | kaufen  | Büffel  |
|       | S                                 | V     | O       |         |
|       | ‘Der Onkel kauft (einen) Büffel.’ |       |         |         |

| (12b) | Ningali                                | bengga. |
|       | PASS.REA:kaufen                        | Büffel  |
|       | V                                      | S       |
|       | ‘Büffel werden verkauft/zu verkaufen.’ |         |

| (12c) | Bengga                                 | ningali.        |
|       | Büffel                                 | PASS.REA:kaufen |
|       | S                                      | V               |
|       | ‘Büffel werden verkauft/zu verkaufen.’ |                 |

| (13) | Tona                              | hai | ledo | nangande  | kandea. |
|      | Mensch                            | DEM | NEG  | REA:essen | Reis.   |
|      | N                                 | Dem | Neg  | V         |         |
|      | ‘Dieser Mensch isst keinen Reis.’ |     |      |           |         |

| (14a) | Langgai                  | haitu | no-boba      | i  | Tira. |
|       | Mann                     | DEM   | REA-schlagen | PN | Tira  |
|       | ‘Dieser Mann schlug Tira |       |              |    |       |

| (14b) | Yaku                                          | nang-gita | langgai | no-boba      | i  | Tira. |
|       | 1SG                                           | REA-sehen | Mann    | REA-schlagen | PM | Tira  |
|       | ‘Ich sehe den Mann, der Tira geschlagen hat.’ |           |         |              |    |       |

## Wortschatz
Das Kaili kann seine Lage und seine Verwandtschaft nicht verheimlichen: Es gibt unzählige West-Malayo-Polynesische Erbwörter (Kognate), vor allem natürlich mit benachbarten Sprachen Sulawesis (z. B. loka ‘Banane’), darüber hinaus aber auch mit dem Malaiischen (z. B. mate ‘tot’) und mit Philippinensprachen (z. B. mano ‘Huhn’).
Lehnwörter aus dem Sanskrit (z. B. guru ‘Lehrer’) und dem Arabischen (z. B. tala ‘Scheidung’) tauchen fast nur in religiösen Kontexten auf, sind jedoch seltener als in der Bahasa Indonesia und in der Regel über das Malaiische ins Kaili gelangt. Lehnwörter aus Kolonialsprachen sind ziemlich selten (vgl. aber z. B. sikola ‘Schule’).
Nicht affigierte, kontextlose Wörter sind oftmals kategorie- und wortklassenneutral.
Es gibt keine Zähleinheitswörter, keine Artikel und bis auf einige honorifizierende Anredepronomina und Demonstrativa keine besondere Höflichkeitssprache. Außer einigen lexikostatistischen Vergleichen mit Nachbarsprachen (z. B. bei Kaseng) gibt es keine eingehenden Studien zur Lexik des Kaili.

## Schrift
Eine eigene Schrift und Schrifttradition (wie bei einigen Sprachen Süd-Sulawesis, z. B. Buginesisch) hat es im Kaili nicht gegeben. Verwendet wird ausschließlich das Lateinalphabet ohne Q, X (außer in Fremdwörtern) und ohne Sonderzeichen.
Die Orthographie folgt weitestgehend den Regeln der Indonesischen Rechtschreibung von 1972:
/⁠tʃ⁠/ wird mit C geschrieben, /⁠dʒ⁠/ mit J, /⁠j⁠/ mit Y,
/⁠ɲ⁠/ mit NY, /⁠ŋ⁠/ mit NG,
intervokalisches /⁠ʔ⁠/ kann bei Bedarf mit ’ wiedergegeben werden, initial ist es vor Vokalen implizit.
In manchen Grammatiken und wissenschaftlichen Publikationen werden Langvokale durch Doppeltschreibung markiert, dies scheint allerdings kein Standard zu sein.

## Beispieltext
Der Beispieltext ist der Anfang eines Märchens, erzählt 1982 im Ledo-Dialekt.
Die Phrase Panguli nu tesa ntotua nggaulu ist der typische Märchenanfang, so wie im Deutschen Es war einmal…
| Panguli nu tesa ntotua nggaulu, naria vei saito madika nipokononampu noasu. Ane madotamo rarana haumo ia noasu ante tadulakona. Bara santipa sanggani, bara eo-eo. Ane nambela tonji belo norasi, ane nambela tonji da vai, mau valeana ledo naria nikava. (SARO, S. 39) | Einer Geschichte (meiner) Eltern von früher zufolge gab es doch einen König, der es wirklich liebte, zu jagen. Wenn der Wunsch aufzubrechen in ihm [wörtl.: in seinem Herzen] aufkam, ging er zusammen mit seinem Gefolge los, um zu jagen. Manchmal einmal in der Woche, manchmal jeden Tag. An guten Tagen hatte er Erfolg, an schlechten Tagen gab es nicht einmal eine Spur zu finden. |

| Pa-nguli   | nu               | tesa          | n=totua          | nggaulu,                  |        |
| NMLZ-sagen | SRC              | Geschichte    | SRC=Eltern       | früher                    |        |
|            |                  |               |                  |                           |        |
| naria      | vei              | saito         | madika           | ni-pokono=na=mpu          | noasu. |
| sein       | AFFIRM           | ein           | König            | PASS.REA-mögen=3SG=AFFIRM | jagen  |
|            |                  |               |                  |                           |        |
| Ane        | ma-dota-mo       | rara-na       | hau-mo           |                           |        |
| Wenn       | IRR-Willen-COMPL | Herz-3SG.POSS | gehen-COMPL      |                           |        |
|            |                  |               |                  |                           |        |
| ia         | noasu            | ante          | tadulako=na.     |                           |        |
| 3SG        | jagen            | mit           | Gefolge=3SG.POSS |                           |        |
|            |                  |               |                  |                           |        |
| Bara       | sa-ntipa         | sa-nggani,    | bara             | eo-eo.                    |        |
| manchmal   | ein-Woche        | ein-mal       | manchmal         | Tag<Redup>                |        |
|            |                  |               |                  |                           |        |
| Ane        | nambela          | tonji         | belo             | norasi,                   |        |
| Wenn       | bekommen         | Mal           | gut              | Ertrag                    |        |
|            |                  |               |                  |                           |        |
| ane        | nambela          | tonji         | da               | vai,                      |        |
| wenn       | bekommen         | Mal           | schlecht         | wieder                    |        |
|            |                  |               |                  |                           |        |
| mau        | valeana          | ledo          | naria            | ni-kava.                  |        |
| sogar      | Fährte           | NEG           | sein             | PASS.REA-antreffen        |        |

## Forschung
Teilaspekte des Kaili sind in Ansätzen erforscht. Eine umfassende Dokumentation oder eine Referenzgrammatik gibt es jedoch nicht.